# 阿尔弗雷德·齐默恩
阿尔弗雷德·埃克哈德·齐默恩爵士（英語：Sir Alfred Erkhard Zimmern，1879年1月26日—1957年11月24日）是英国国际关系学者、古典学家、历史学家和外交官，曾任牛津大学、日内瓦国际关系高等学院教授，国际关系理论“理想主义学派”的代表人物之一。齐默恩出生于伦敦，毕业于牛津大学，最初专注于古希腊历史的研究，后转向国际关系与政治领域。他在1920年代参与了国际联盟的政策顾问工作，推动国际合作与集体安全机制。齐默恩是最早提出国际组织应超越国家主权、实现和平合作的学者之一。他的名著《国际联盟的理想主义》提出，和平的实现有赖于共同价值观和国际社会规则的确立。

## 引用
1. ↑  Markwell, D. J. . Review of International Studies. 1986-10, 12 (4). ISSN 1469-9044. doi:10.1017/S0260210500113841 （英语）.